# Abolfazl Gilani-Pour
Abolfazl Gilani-Pour (* 21. November 1989 im Iran) ist ein ehemaliger iranischer Radrennfahrer.
Abolfazl Gilani-Pour begann seine Karriere 2008 bei dem iranischen Continental Team MES Kerman. In seinem ersten Jahr dort gewann er bei der Taftan Tour den Prolog in Zahedan und die dritte Etappe in Iranschahr. Auf dem ersten Teilstück nach Tasuhi belegte er den zweiten Platz hinter Hossein Nateghi. 2009 wechselte Gilani-Pour zu dem iranischen Petrochemical Tabriz Cycling Team. Bei diesem Team blieb er bis Ende Februar 2011.

## Erfolge
2008
- zwei Etappen Taftan Tour

## Teams
- 2008 MES Kerman
- 2009 - 02.2011 Tabriz Petrochemical Team